# Michel Yost
Michèl Yost (París, 1754-París, 5 de julio de 1786) fue un clarinetista francés cofundador de la escuela francesa de clarinete.
Su maestro fue Joseph Beer (1744-1811). Yost fue también profesor de clarinete y contó entre sus alumnos futuros famosos clarinetistas como Jean Xavier Lefèvre.
A pesar de su temprana muerte compuso un total de catorce conciertos para clarinete, treinta cuartetos con clarinete y otras piezas para el instrumento de las que destacan numerosos dúos para dos clarinetes.

## Composiciones
Aunque la mayoría de las composiciones se publicaron con su propio nombre, algunas son el resultado de una colaboración con otros músicos como Johann Vogel. Algunos de sus conciertos han sido grabados por Dieter Klöcker.
Música para orquesta
- Concierto para clarinete y orquesta n.1
- Concierto para clarinete y orquesta n.2 en Si bemol
- Concierto para clarinete y orquesta n.3 en Si bemol
- Concierto para clarinete y orquesta n.4
- Concierto para clarinete y orquesta n.5 en Mi bemol
- Concierto para clarinete y orquesta n.6
- Concierto para clarinete y orquesta n.7 en Si bemol mayor (con J. Vogel)
- Concierto para clarinete y orquesta n.8 en Mi bemol mayor (con J. Vogel)
- Concierto para clarinete y orquesta n.9 en Si bemol mayor (con J. Vogel)
- Concierto para clarinete y orquesta n.10 en Si bemol (con J. Vogel)
- Concierto para clarinete y orquesta n.11 en Si bemol mayor (con J. Vogel)
- Concierto para clarinete y orquesta n.12 en Si bemol (con J. Vogel)
- Concierto para clarinete y orquesta n.13 (con J. Vogel)
- Concierto para clarinete y orquesta n.14 en Mi bemol (con J. Vogel)
- Dúo Concertante para 2 clarinetes

Música de cámara
- 48 dúos, para 2 cl
- 6 dúos, op.5 para 2 cl
- 12 duetos para 2 cl
- 12 dúos, para cl, vn
- 12 airs variés, para 2 cl
- 12 airs variés, para cl, va
- 3 tríos, 2 cl, bn
- 27 tríos: 3 para 2 cl, vc; 3 para 2 cl, va; 3 para fl, cl, bn; 3 para fl, cl, va; 3 para fl, cl, vc; 3 para cl, hn, bn; 3 para cl, vn, bn; 3 para cl, hn, vc; 3 para cl, vn, vc
- 18 cuartetos para cl, vn, va, b (con J. Vogel)
- Rondo, para 3 cl, b
- 12 airs variés, para cl, vn, va, b

## Discografía
- Conciertos para clarinete y orquesta, Dieter Klöcker (cl) con la Orquesta de Cámara de Praga, MD&G Records B0000021EN 1997.